# 原田愛子
原田 愛子（はらだ あいこ、1975年10月2日 - ）はKBCラジオパーソナリティ。福岡県嘉穂郡嘉穂町（現・福岡県嘉麻市）出身。嘉穂町立大隈小学校・嘉穂町立嘉穂中学校・福岡県立嘉穂高等学校・筑紫女学園大学卒業。
ラジオ・テレビおよびイベントには「原田らぶ子」名義で出演している（PAO〜N出演者・中島浩二が翻訳命名）。福岡県嘉穂郡桂川町在住。

## 経歴
- KBCラジオ・ラジオカー「ひまわり号」リポーターを卒業して2003年春にパーソナリティとして本格デビュー。

## 人物
- 高校時代は硬式テニス部に所属し福岡県大会に進出。大学時代は中国留学、2005～2007年には指宿菜の花マラソン完走という異色の経歴を持つ。
- ラジオのイベント出演の際には中高年リスナーによくサインを求められて談笑している。とっつきやすい明るい人柄だからか声を掛けられる事が多い。
- 「楽曲『車の中でかくれてキスをしよう』を切っ掛けにMr.Childrenを好きになった」と述べている[1]。
- 「好きな有名人は第1位桜井和寿・第2位滝沢秀明・第3位星野源」と述べている[2]。

## 結婚
- 「2016年4月21日（木）（大安）に婚姻届を提出した」と2016年5月6日（金）のPAO〜N冒頭（13時02分頃）に発表。
- 「2015年11月に交際開始し『心許して何でも話せる人だ』と思い2016年4月初めに結婚決意し4月21日に結婚。」と述べている。
- 「相手は1982年10月28日生まれの一般男性[3]。名前のイニシャルはＩ（アイ）。PAO〜Nリスナーだが結婚後はPAO〜Nを聴かれると恥ずかしいので聴かないように頼んでいる」と述べている。
- 「プロポーズの言葉は『一緒に幸せになりましょう！』」と述べている
- 「夫はゴルフする。『愛ちゃん。Ｉくん』と呼び合っている。今は妊娠していない。熊本地震が発生したので結婚発表を遅くした。」と述べている。

## 妊娠・出産
- KBC放送・サワダデス（2017年6月29日）およびPAO～N（2017年6月30日）にて「妊娠8ヶ月（＝妊娠9か月目）であり2017年8月22日（火）頃に男児を出産予定。元気なチャンアカを産んで戻ってきます。産休だけにサンキューでした」と発言。
- テレビ出演は2017年6月まで・ラジオ出演は2017年7月まで。2017年8月から12月まで産休している。
- 第1子たる長男（3,195グラム）を2017年8月21日（月）18時34分に出産している。

## 現在の出演番組
- PAO〜N（KBCラジオ 月～金13:00～17：00）
2003年1月1日の番組復活特番にリポーターとして出演したことがきっかけで、3月31日の放送開始当初から出演。メインパーソナリティの沢田幸二アナをはじめ、おすぎ、中島浩二、にしおかすみこ、和田安生を相手に、明るい笑い声とボケ・突っ込みで同番組リスナーを中心に人気を博す。 宮里藍、福原愛、ごくせんのヤンクミのものまねを番組内で振られ行なうこともしばしばだった。
- 月・火・木・金のアシスタントを長きに渡り務めていたが、2011年KBC春の番組再編に伴う冠番組のスタートに伴い「らぶHawks」コーナーのみ出演。
- アサデス。（KBCテレビ 月曜～金曜6:25～8:00、リポーターとして主に火・木曜日に出演）
2007年8月27日から31日まで及び2008年3月3日から7日まで、休暇中の徳永玲子に代わってMCを務めている。

## 過去の出演番組
- 西村龍次のスポーツ&歌謡ジョッキー（初のレギュラー番組）
- 夜はこれから!BOO3（2004年4月-2006年9月、出演していたのは最初の半年）
- スター・らぶチャンネル（KBCラジオ 月17:15～）
- らぶチャンネル（KBCラジオ 火～金17:15～）
- サワダデース（KBCテレビ 月曜～木曜10:25～11:10）

## 逸話
- 兄（2歳差）姉（2歳差）らぶ子　の3人兄妹。
- 「原田愛子という名前は大切にしている」と述べている。
- 高校・大学への通学時は筑豊本線・桂川（けいせん）駅から乗車していた。
- 「小学4年時にWe are the world に感動して通訳を志したが挫折。次いで大学生時に日本国外で日本語講師をするのが夢だったが挫折して現在はラジオ・パーソナリティをしている」と述べている。
- 「アサデス。KBC」の生放送中、スタジオに小蝿が飛んできて、ナレーション中の原田の口の中に入った。ナレーションに支障をきたしてはならないと考えた原田は、その小蝿を飲み込んだ。そのことを番組MC･高島宗一郎にKBCのホームページのアナウンサー日記でバラされてしまい、そのため「PAO〜N」の番組内のコーナー「ハニワの部屋」でネタにされた。この「らぶ子、ハエを食べる」事件は他のKBCラジオの番組でも余波を呼び、「中村もときの通勤ラジオ」「栗田善成のまずはラジオでおつかれさん」「土曜の朝は玲子におまかせ」でも話題にされた。
- 指宿菜の花マラソンでの3回の完走経験のためか、「アサデス。KBC」の企画でシティマラソン福岡2007のハーフマラソンの部に出場することになった。菜の花マラソンと異なりシティマラソンは時間制限があるので完走できるか危惧されたが、2時間7分59秒のタイムで完走した。
- 2008年8月14日（木）（12時44分頃）パオーンに父・原田たかし（漢字不明）が電話出演し「私が高校3年時、陸上部キャプテンをしていた関係で推薦されて新飯塚から柏の森まで2kmほど東京オリンピックの聖火ランナーを務めました。」と述べている。